# FIFA Manager 11
FIFA Manager 11 – komputerowa gra sportowa o tematyce piłki nożnej wyprodukowana przez Bright Future i wydana przez Electronic Arts 29 października 2010.

## Rozgrywka
Podobnie jak w innych częściach serii, gracze wcielają się trenera zespołu piłkarskiego i prowadzą jego drużynę do zwycięstwa. Odpowiada się za skład drużyny, taktykę, system treningowy, transfery, infrastrukturę stadionową i wiele innych elementów.
W grze wprowadzono wiele nowych rzeczy i usprawniono te z poprzednich części – gracz otrzymuje bowiem ok. 13 tysięcy zdjęć piłkarzy, nowy silnik graficzny FIFA 3D, system prognozowania meczów, opcję tworzenia własnego klubu czy prowadzenia drużyn narodowych. Poza tym dodano system morale – trzeba umieć utrzymywać porządek wewnątrz zespołu, co może być wcale nie takie proste, choćby ze względu na rywalizację między piłkarzami. Oprócz tego podrasowano, przykładowo, system transferów.

## Odbiór gry
Gra spotkała się z pozytywnymi lub mieszanymi ocenami, uzyskując według agregatora Metacritic średnią ocen 75/100 i 66.33% według serwisu GameRankings.